# Dobrilovići
Dobrilovići (cyr. Добриловићи) – wieś w Serbii, w okręgu zlatiborskim, w gminie Priboj. W 2011 roku liczyła 439 mieszkańców.